# João de Sahagún
São João de Sahagún ou João de São Facundo, nascido Juan Gonzalez de Castrillo Martinez de Sahagun y Cea, (Vila de San Facundo, actual Sahagún, 1419 — Salamanca, 11 de Junho de 1479) foi um sacerdote, teólogo, prior de um convento da Ordem de Santo Agostinho e santo da Igreja Católica.

## Vida
João Gonzalez estudou teologia na Universidade de Salamanca. Como sacerdote tornou-se conhecido por suas posições conciliadoras, tendo-lhe por isso sido atribuído a alcunha de "O Pacificador". Em 1463 sofreu uma grave doença e pediu para ingressar na Ordem do Agostinianos, sendo aceite em Agosto do ano seguinte.
Conhecido como João de Sahagun, tornou-se famoso pelos seus sermões directos e destemidos. Em 1478 foi eleito Prior do Convento.
Logo após a sua morte foi aclamado Apóstolo de Salamanca, e começaram as peregrinações ao seu túmulo. Suas relíquias foram trasladadas para a Catedral Nova de Salamanca e algumas delas estiveram na Igreja da Santíssima Trindade, em Sahagún, até á construção da Ermita de San Juan de Sahagún, em 1652.
Foi beatificado em 1601 pelo Papa Clemente VIII e canonizado em 1690 pelo Papa Alexandre VIII.
O convento de Religiosos de Santo Agostinho, na freguesia de Miragaia, no Porto, encontra-se dedicado a este santo leonês. [carece de fontes?]